# 36th Street (stacja metra na Queens Boulevard Line)
36th Street – stacja metra nowojorskiego, na linii E, M i R. Znajduje się w dzielnicy Queens, w Nowym Jorku i zlokalizowana jest pomiędzy stacjami Steinway Street i Queens Plaza. Została otwarta 19 sierpnia 1933.